# Michel Aumont
Michel Henri Aumont, född 15 oktober 1936 i Paris, död 28 augusti 2019 i samma stad, var en fransk skådespelare.

## Roller i urval
- 1972 – Kvinnan i blått
- 1974 – La Gifle
- 1974 – Nada
- 1975 – Det brinner i knutarna
- 1975 – Mr. Klein
- 1976 – Le Jouet
- 1983 – Les Compères
- 1984 – En söndag på landet
- 1984 – La diagonale du fou
- 1987 – Fallet Violetta
- 1990 – Muta och kör 2
- 1992 – Alexandrines berättelse
- 2001 – Kom ut ur garderoben
- 2003 – Håll käft!